# Tabernaemontana citrifolia
Tabernaemontana citrifolia är en oleanderväxtart som beskrevs av Carl von Linné. Tabernaemontana citrifolia ingår i släktet Tabernaemontana och familjen oleanderväxter. Inga underarter finns listade i Catalogue of Life.